# Ammophila ferrugineipes
Ammophila ferrugineipes är en biart som beskrevs av Lepeletier de Saint Fargeau 1845. Ammophila ferrugineipes ingår i släktet Ammophila och familjen grävsteklar. Inga underarter finns listade i Catalogue of Life.

## Bildgalleri

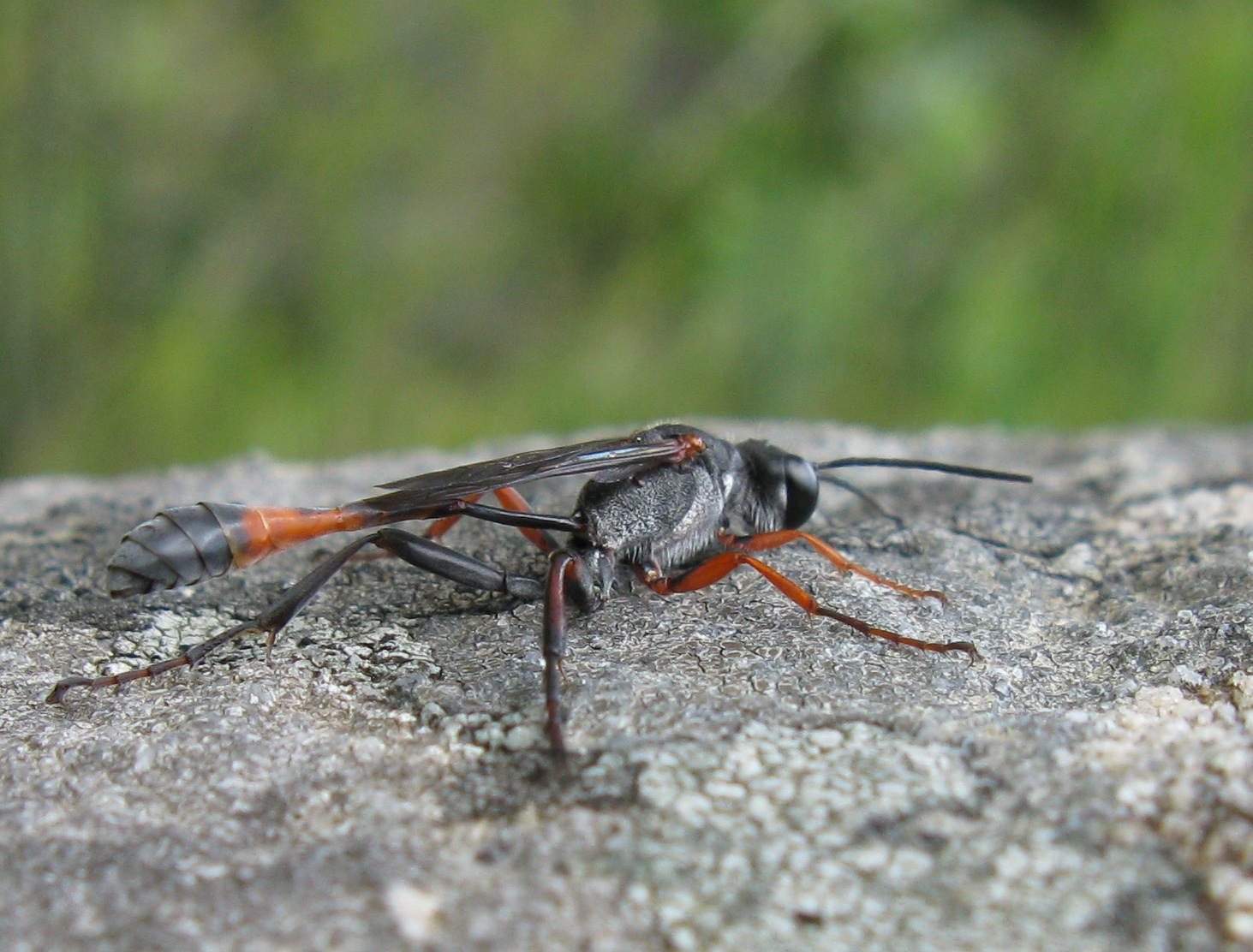
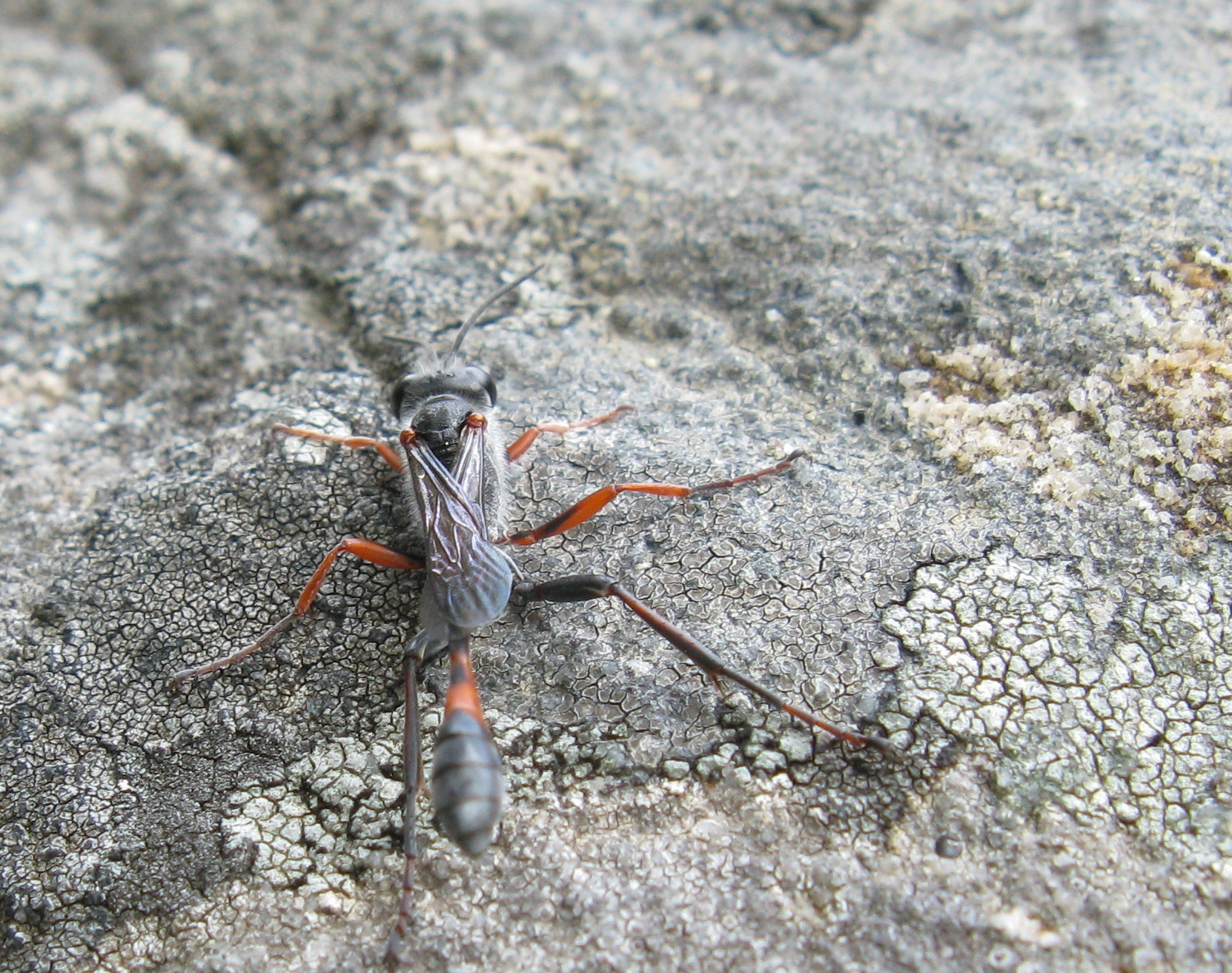
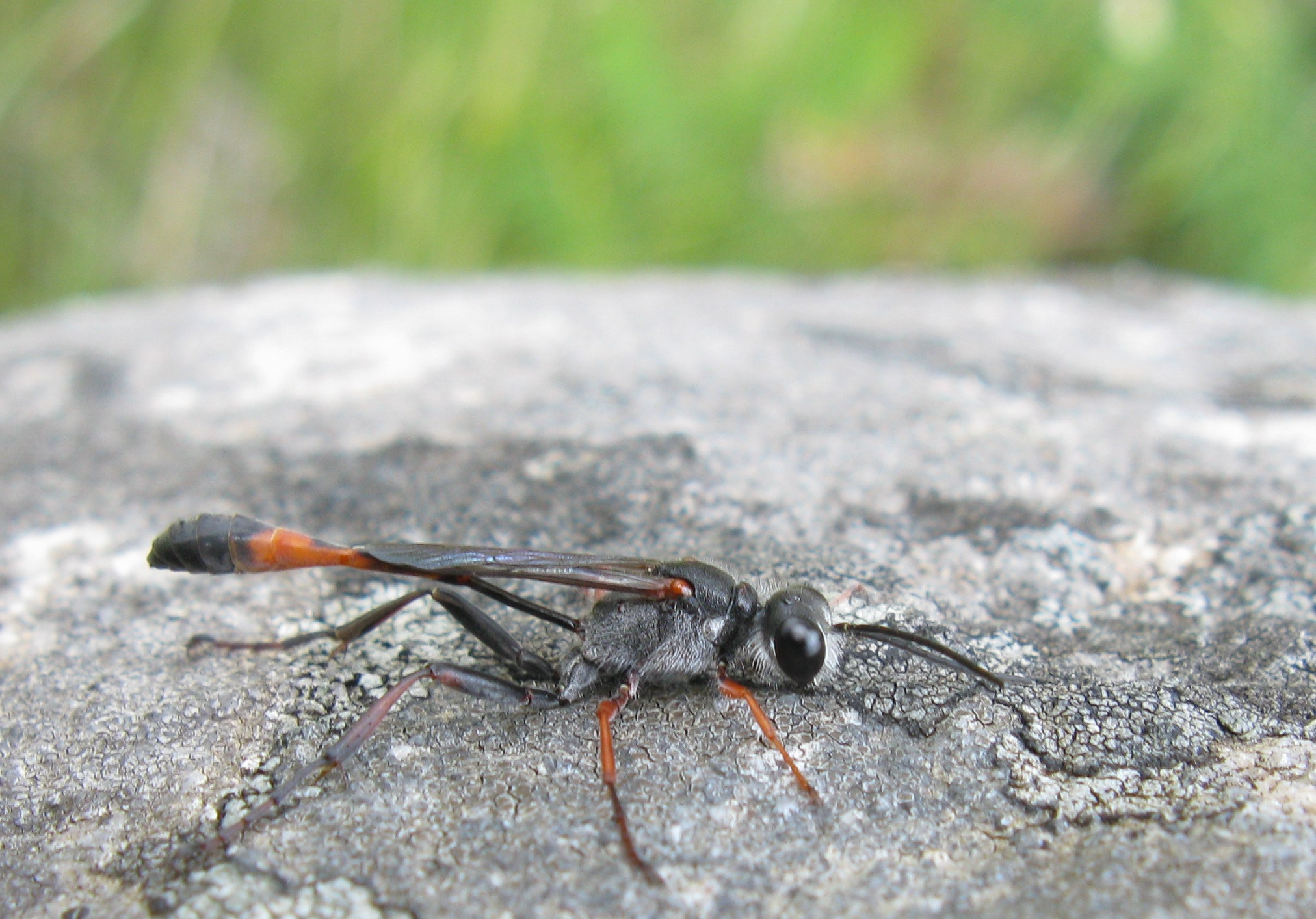